# Seeadler
«Зееа́длер» (нем. Seeadler), бывший Walter, бывший Pass of Balmaha — трёхмачтовый стальной парусный корабль, использовавшийся Германией в первую мировую войну в качестве рейдера.

## Торговое судно
Построен на верфи Robert Duncan Company в Глазго в 1878 году, относится к классу винджаммеров. Первоначальное название «Пасс оф Бальмаха», владелец судна — американская компания Harris-Irby Cotton Company.
В 1915 году следовал с грузом хлопка из Нью-Йорка в Архангельск и 23 июля был задержан у норвежского берега британским вспомогательным крейсером HMS Victorian, на основании подозрения в контрабанде. В сопровождении британской призовой команды из офицера и шести матросов был направлен в порт Керкуолл на Оркнейских островах. При следовании в Великобританию флаг США, соблюдавших нейтралитет в войне, был заменен на британский. Вскоре судно было перехвачено немецкой подводной лодкой U-36 и как корабль под флагом воюющей страны направлено в Германию в качестве трофея.
В 1916 году вместе с переименованием в Walter, на верфи Текленборга в Геестмюнде корабль был капитально перестроен, в результате чего на нём было установлено новое оборудование и вооружение:
- дизельный двигатель мощностью в 1000 л. с.;
- цистерны для 480 тонн солярки и 360 тонн питьевой воды;
- дополнительные кладовые, камбузы и помещения для пленных
- два артиллерийских орудия калибра 105 мм (во время плавания маскировались)
- два пулемета

Мог принять на борт двухлетний запас продовольствия.
В том же году на него обратил внимание капитан-лейтенант граф Феликс фон Люкнер, бывший старший артиллерист коммерческого рейдера SMS Möwe, он стал командиром корабля. 
Идея использовать парусник вместо парохода имела два преимущества: он не нуждался в бункеровке и возбуждал меньше подозрений, то есть был способен на гораздо более долгое рейдерство. Корабль был переименован в Seeadler (рус. Орлан). Старшим помощником был назначен лейтенант торгового флота Альфред Клинг (нем. Alfred Kling).

## Рейдерство
21 декабря 1916 года вышел в море, маскируясь под норвежский парусник «Ирма», следующий из Копенгагена в Мельбурн с грузом леса. Дополнительные помещения, запасы и два неустановленных 105-мм орудия были завалены бревнами.
Между Исландией и Фарерскими островами был остановлен британским вспомогательным крейсером «Эвендж». На борт рейдера поднялась досмотровая группа из 2 офицеров и 15 матросов. Ни в документах, ни в облике судна и команды (26 человек команды говорило по норвежски) группа с «Эвенджа» не нашла ничего подозрительного и отпустила «Зееадлер». Пройдя зону британских патрулей, на судне выбросили за борт груз леса и смонтировали орудия.
9 января 1917 года первой победой «Зееадлера» стал британский пароход «Глэдис Ройял», перевозивший около 5000 т угля из Кардиффа в Буэнос-Айрес. Экипаж взят в плен, пароход затоплен к востоку от Азорских островов.
11 января та же судьба постигла британский пароход «Ланди Айленд» (4500 тонн сахара).
Совершая двухмесячное рейдерство в районе экватора между Бразилией и Африкой, с 21 января по 11 марта потопил 1 пароход и 8 парусников. На «Зееадлере» было уже 263 пленных, из-за этого командир решил перехваченный 21 марта трехмачтовый барк «Камбронн» (фр.) не топить, а пересадить на него всех пленных. Чтобы они не скоро смогли сообщить о рейдере, на барке отрубили бушприт и сломали брам-стеньги.
18 апреля, огибая мыс Горн, с рейдера заметили британский вспомогательный крейсер «Отранто». Но на нём к паруснику не проявили интереса. 8 июня рейдер пересек экватор уже в Тихом океане. За полтора месяца плавания в нём уничтожил три американские четырёхмачтовые шхуны. Из-за нехватки питьевой воды и отсутствия свежих продовольственных запасов у экипажа начали проявляться признаки цинги. Рейдерство продолжалось уже более полугода. Чтобы дать отдых экипажу, рейдер направился к острову Маупихаа, которого достиг 28 июля. Экипаж сошел на берег. Через три дня налетевший шквал, сорвав «Зееадлер» с якорей, выбросил его на рифы.

## Последствия
За 244 дня рейдерства парусник прошел свыше 30 тыс. миль, уничтожил 3 парохода и 11 парусных судов общим тоннажем около 30 000 брт, плюс 126-тонная «Lutece». Полностью оправдалась идея о маскировке под торговый парусник.
6 человек во главе с фон Люкнером на спасательном баркасе сделали переход на Фиджи, где они были (по утверждению некоторых газет, обманом) принуждены к сдаче. Сначала их содержали в лагере для интернированных на острове Мотуихе. В декабре 1917 года фон Люкнер с группой интернированных бежал, похитив моторный катер начальника лагеря. В конце концов беглецы были пойманы на островах Кермадек, и отправлены по разным лагерям в Австралии и Океании. Репатриировались после войны.
Другая часть команды (58 человек во главе с лейтенантом Клингом) осталась на месте крушения. 5 сентября 1917 года они захватили французскую шхуну «Lutece» и на ней дошли до острова Пасхи. Там 4 октября шхуна выбросилась на берег, а люди сдались чилийским властям, после чего были отправлены на материк и интернированы. Освобождены по окончании войны, 19 августа 1919 года.
После войны исходный владелец судна, компания Harriss, Irby and Vose исследовала останки «Зееадлера» и сочла его не подлежащим восстановлению.
В 1926 году в Германии был спущен на воду миноносец RM Seeadler. Его окрестила жена лейтенанта Клинга.
В 1958 году следующий Seeadler, торпедный катер, стал головным в серии из 10 катеров.
| Название         | Страна         | Тип судна                               | Тоннаж, брт | Дата                 | Примечание                                                       |
| ---------------- | -------------- | --------------------------------------- | ----------- | -------------------- | ---------------------------------------------------------------- |
| Gladis Royle     | Великобритания | пароход                                 | 3268        | 9 января 1917 года   | потоплен                                                         |
| Lundy Island     | Великобритания | пароход                                 | 3095        | 10 января 1917 года  | потоплен                                                         |
| Charles Gounod   | Франция        | барк                                    | 2199        | 21 января 1917 года  | потоплен                                                         |
| Perce            |                | шхуна                                   | 364         | 24 января 1917 года  | потоплен                                                         |
| Antonin          | Франция        | барк                                    | 3071        | 3 февраля 1917 года  | потоплен                                                         |
| Buenos Ayres     | Италия         | корабль (с полным парусным вооружением) | 1774        | 7 февраля 1917 года  | потоплен                                                         |
| Pinmore          | Великобритания | шхуна                                   | 2431        | 19 февраля 1917 года | потоплен                                                         |
| British Yeoman   | Великобритания | барк                                    | 1953        | 26 февраля 1917 года | потоплен                                                         |
| La Rochefoucauld | Франция        | барк                                    | 2200        | 27 февраля 1917 года | потоплен                                                         |
| Dupleix          | Франция        | барк                                    | 2206        | 5 марта 1917 года    | потоплен                                                         |
| Horngarth        | Великобритания | пароход                                 | 3609        | 11 марта 1917 года   | потоплен                                                         |
| Cambronne        | Франция        | барк                                    | 1863        | 21 марта 1917 года   | захвачен, но отпущен, прибыл в Рио-де-Жанейро 30 марта 1917 года |
| A. B. Johnson    | США            | шхуна                                   | 529         | 15 июня 1917 года    | захвачен 14 июня, потоплен на следующий день                     |
| R. C. Slade      | США            | шхуна                                   | 673         | 18 июня 1917 года    | потоплен                                                         |
| Manila           | США            | шхуна                                   | 731         | 8 июля 1917 года     | потоплен                                                         |